# Azori-szigetek
Az Azori-szigetek (portugálul: Açores) Portugáliához tartozó szigetcsoport az Atlanti-óceánon, Lisszabontól körülbelül 1400 km-re nyugatra, Marokkótól körülbelül 1500 km-re északnyugatra és körülbelül 1930 km-re délkeletre Új-Fundlandtól. Portugália két autonóm régiójának egyike (a másik Madeira). Adminisztratív központja a Faial szigetén épült Horta, legnagyobb városa a São Miguel szigetén található Ponta Delgada.
Főbb iparágai a mezőgazdaság, az állattenyésztés, a halászat és a turizmus, amely a régió egyik fő szolgáltatási tevékenységévé vált.  Az Azori-szigetek kormánya a lakosság nagy százalékát közvetlenül vagy közvetve a szolgáltató szektorban foglalkoztatja. A 20. században és bizonyos mértékig a 21. században az Európa és Észak-Amerika között közlekedő repülőgépek üzemanyag-utántöltő állomásaként szolgált.

## Természeti földrajza

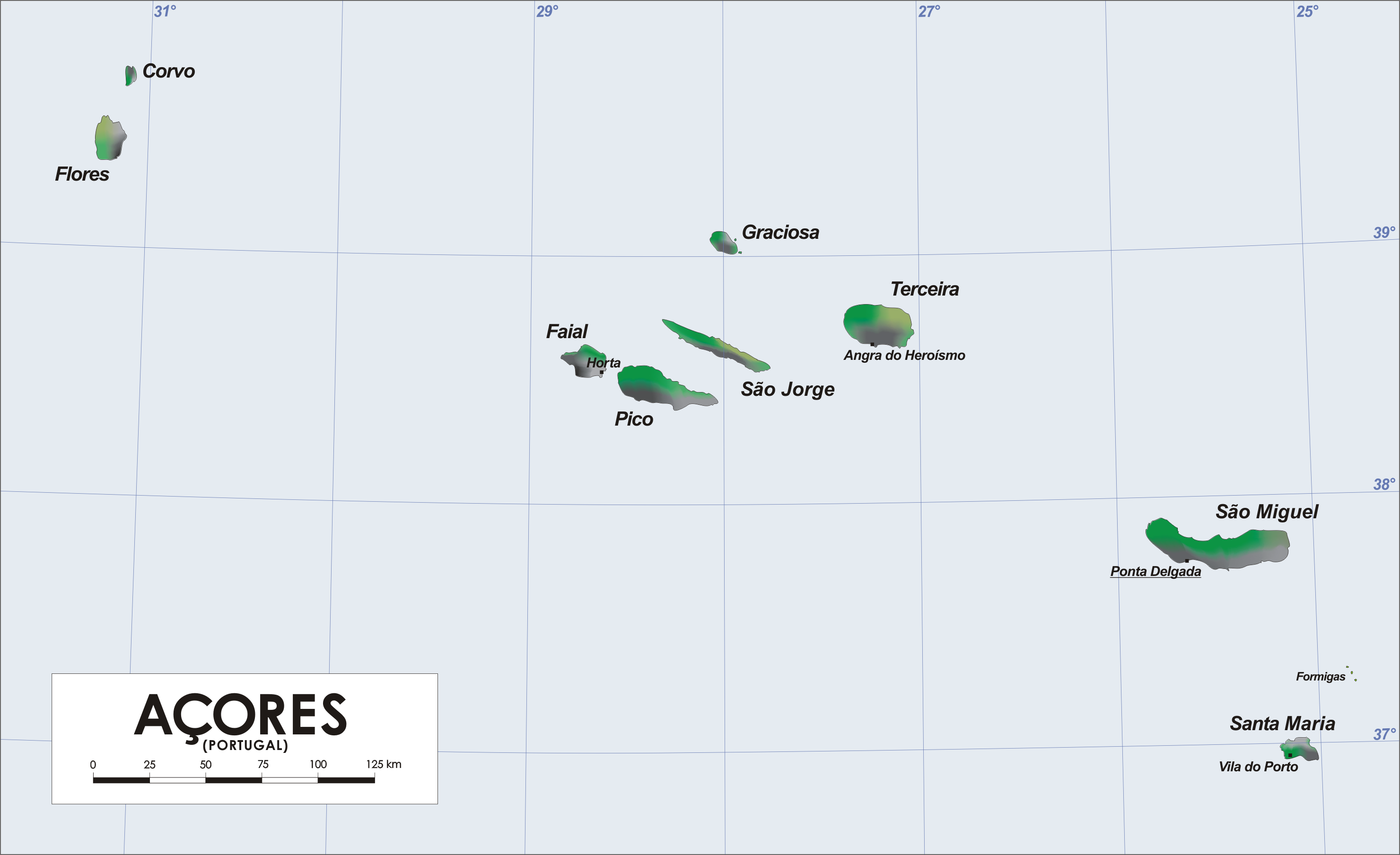
Azori-szigetek térképe

A szigetek az é. sz. 36° 43' – 39° 56' között és ny. h. 24° 46' – 31° 16' között helyezkednek el, a Közép-Atlanti-hátság részeként.
A 9 lakott sziget 3 csoportban helyezkedik el: 
- nyugaton Corvo és Flores,
- középen Faial, Pico, São Jorge, Graciosa és Terceira
- keleten São Miguel, és Santa Maria.

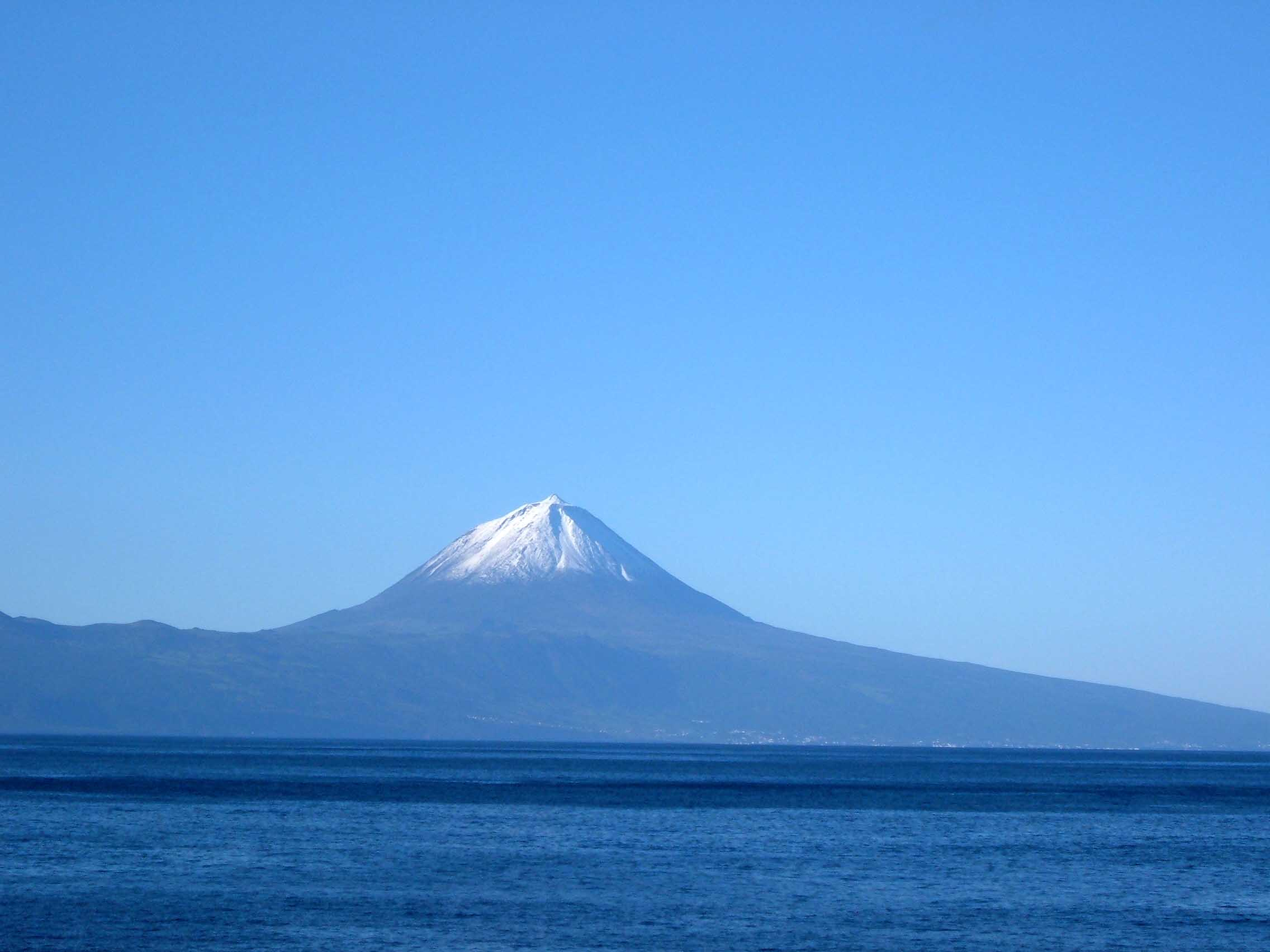
A Montana do Pico vulkán

Ezeken kívül van még néhány kis, lakatlan sziget vagy inkább szirt; ezek az úgynevezett hangyácskák.

### Földtani felépítése
A szigetek a Közép-Atlanti-hátság nevű óceáni hátsághoz közel egy, a hátságra merőleges transzform vető mentén alakultak ki alapvetően a vetőzóna menti húzófeszültség hatására. Létrejöttükben számos szakember szerint szerepet játszhat egy magmafeláramlás, úgynevezett köpenycsóva (plume) is.  Ennek megfelelően a vulkanikus szigetek anyaga úgynevezett óceánközépi (MORB) bazalt. A legmagasabb (2351 m-es) tűzhányó a Pico-szigeten emelkedik; ennek csúcsa Portugália legmagasabb pontja.

### Növényzete

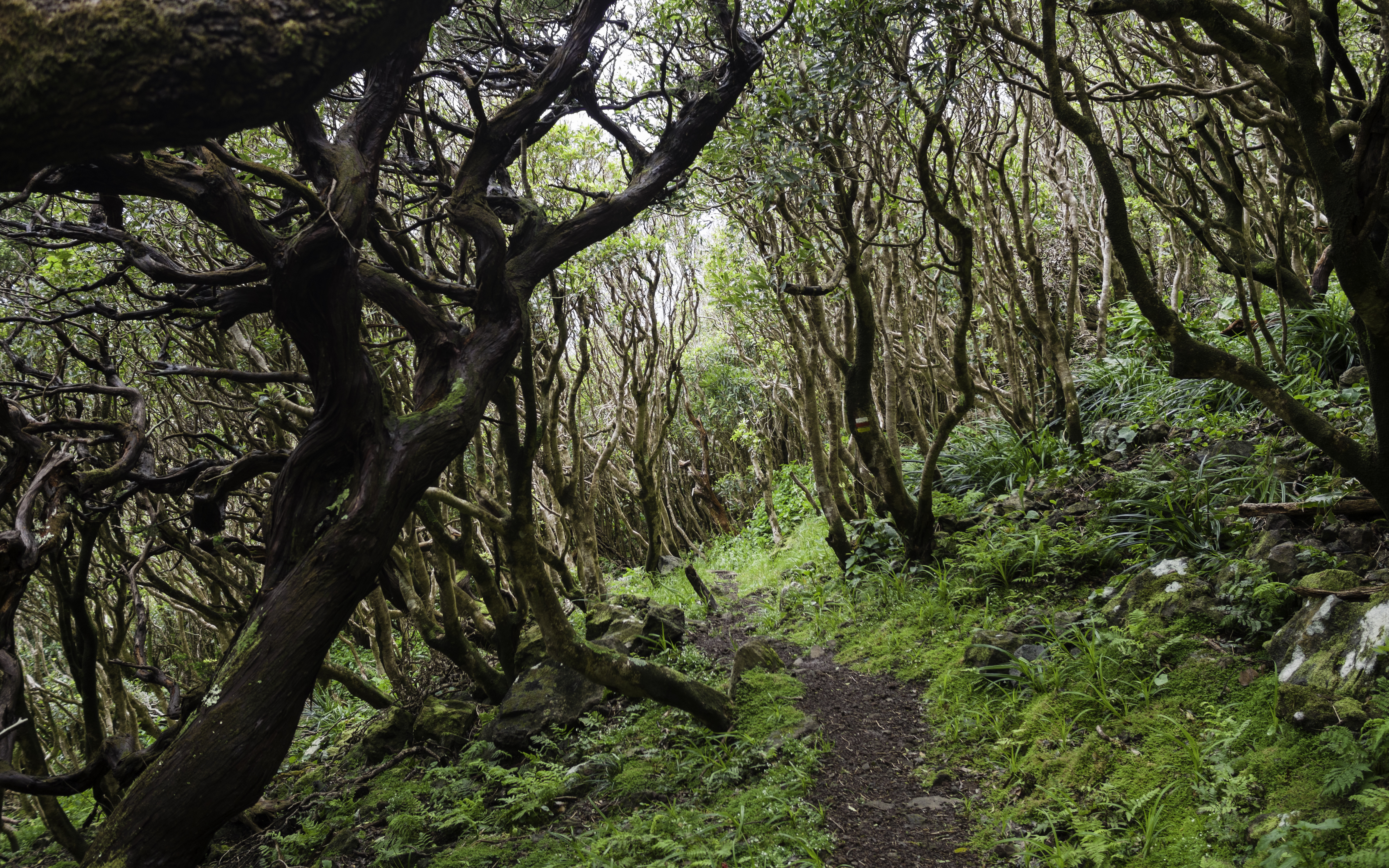
Erdőkép Flores szigetén

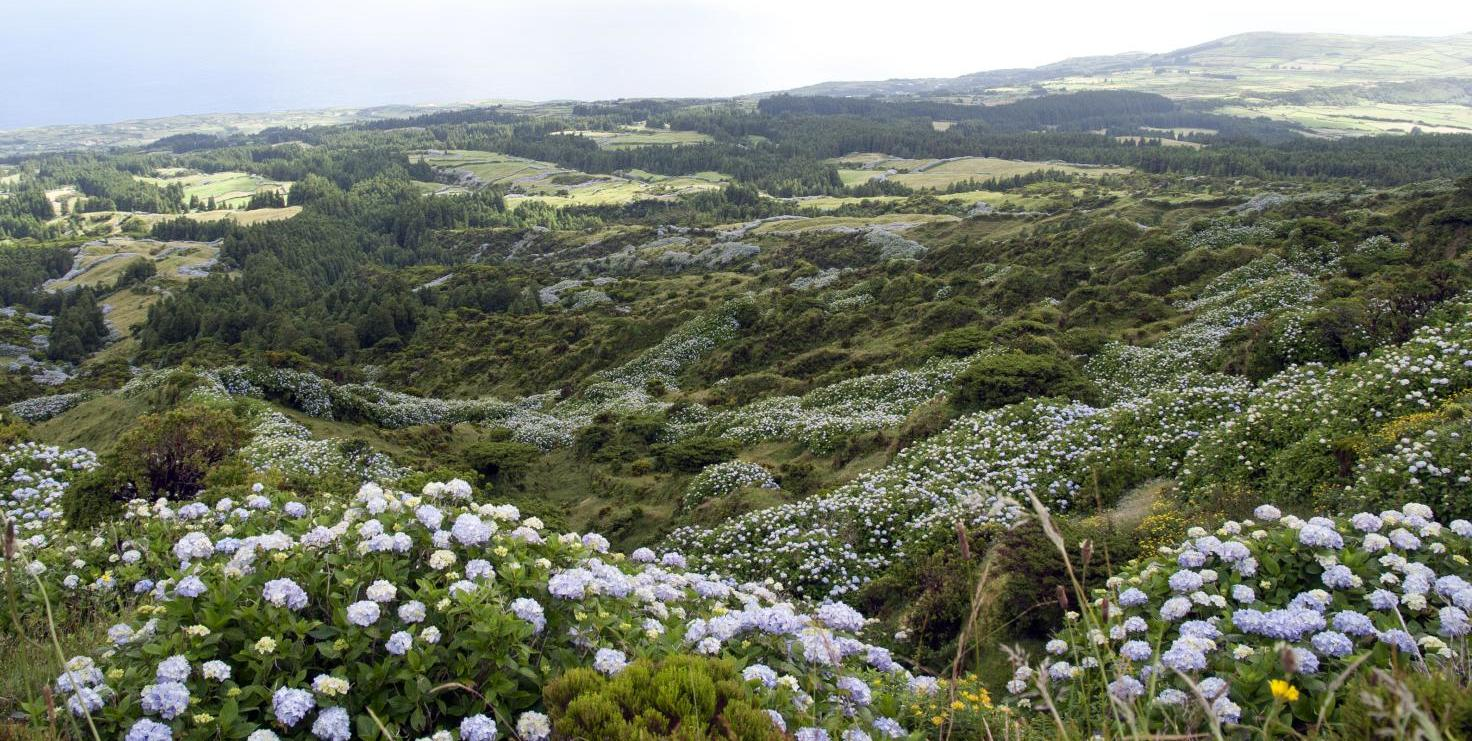
Tájkép az előtérben hortenziával Faial szigetén

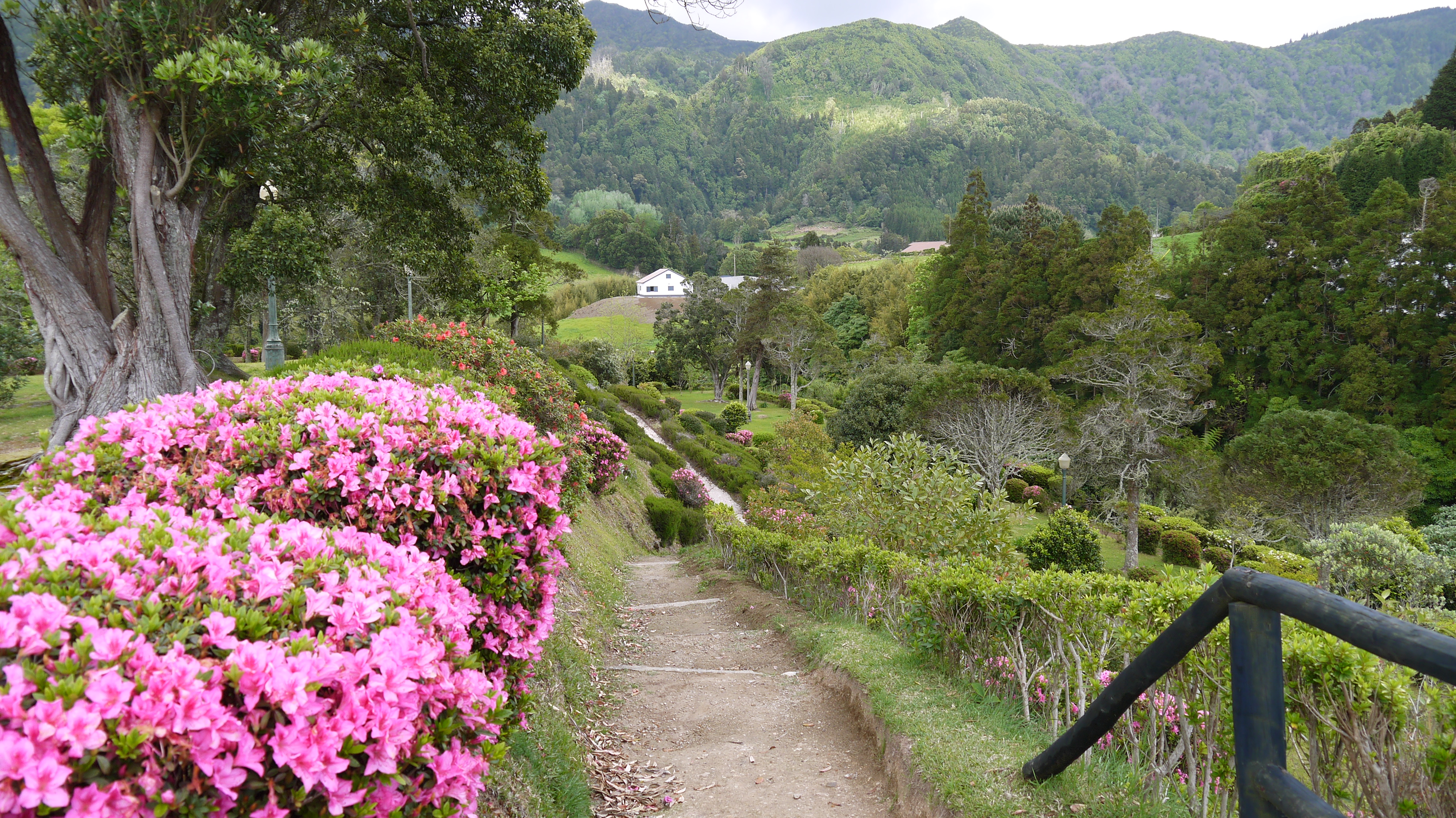
Azáleák São Miguel szigetén

A szigetcsoport – a Madeira- és a Kanári-szigetekkel együtt – az északi flórabirodalom (Holarktisz) Makaronézia flóraterületének része. Természetes növénytakarója a sok csapadékot kapó babérlombú erdő, de ezek helyén ma már nagyrészt legelő van.
Az Európai Közösségben természetvédelmi szempontból jelentős növényfajok listáján szereplő endemizmusok:
- azori durdafű (Isoetes azorica),
- azori mételyfű (Marsilea azorica),
- azori nefelejcs (Myosotis azorica),
- azori harangvirág (Azorina vidalii),
- azori budavirág (Spergularia azorica),
- azori hanga (Erica scoparia azorica),
- azori kerep (Lotus azoricus),
- azori fagyöngy (Arceuthobium azoricum),
- azori jázmin (Jasminum azoricum),
- Picconia azorica,
- azori sóska (Rumex azoricus),
- széleslevelű kutyabenge (Frangula azorica),
- luzitán szilva (Prunus lusitanica azorica),
- azori szemvidítófű (Euphrasia azorica),
- azori baraboly (Chaerophyllum azoricum),
- azori gombernyő (Sanicula azoricum).

Itt él Európa talán legritkább orchideája, a Platanthera azorica, valamint a csaknem ugyanolyan ritka Platanthera micrantha, melyek állományait élőhelyük pusztulása és invazív növényfajok terjeszkedése is veszélyezteti.

### Éghajlata
A szigetcsoport nagyjából ugyanolyan szélességi fokon terül el, mint Portugália szárazföldének déli fele, ami általában enyhe, óceáni, szubtrópusi éghajlatot eredményez, alacsony évi és napi ingadozással. 
Köppen éghajlati besorolása szerint a keleti szigetcsoportot általában a mediterrán kategóriába sorolják, míg a középső és a nyugati csoportot inkább nedves szubtrópusiba.
| Hónap                                   | Jan. | Feb. | Már. | Ápr. | Máj. | Jún. | Júl. | Aug. | Szep. | Okt. | Nov. | Dec. | Év   |
| --------------------------------------- | ---- | ---- | ---- | ---- | ---- | ---- | ---- | ---- | ----- | ---- | ---- | ---- | ---- |
| Rekord max. hőmérséklet (°C)            | 20,2 | 20,4 | 22,8 | 22,6 | 23,2 | 25,6 | 28,2 | 28,8 | 28,6  | 26,2 | 25,5 | 22,6 | 28,8 |
| Átlagos max. hőmérséklet (°C)           | 16,8 | 16,6 | 17,0 | 17,7 | 19,1 | 21,4 | 23,9 | 25,3 | 24,3  | 21,9 | 19,4 | 17,8 | 20,1 |
| Átlagos min. hőmérséklet (°C)           | 12,2 | 11,5 | 12,0 | 12,3 | 13,6 | 15,8 | 17,8 | 19,0 | 18,4  | 16,5 | 14,3 | 12,9 | 14,7 |
| Rekord min. hőmérséklet (°C)            | 4,4  | 3,7  | 4,2  | 5,5  | 6,6  | 8,3  | 12,0 | 13,0 | 12,2  | 10,4 | 7,6  | 6,2  | 3,7  |
| Átl. csapadékmennyiség (mm)             | 97   | 84   | 88   | 77   | 72   | 40   | 27   | 46   | 92    | 109  | 109  | 147  | 986  |
| Havi napsütéses órák száma              | 97   | 103  | 120  | 141  | 174  | 163  | 208  | 213  | 175   | 142  | 109  | 93   | 1738 |
| Forrás: Instituto de Meteorologia; NOAA |      |      |      |      |      |      |      |      |       |      |      |      |      |

## Történelem

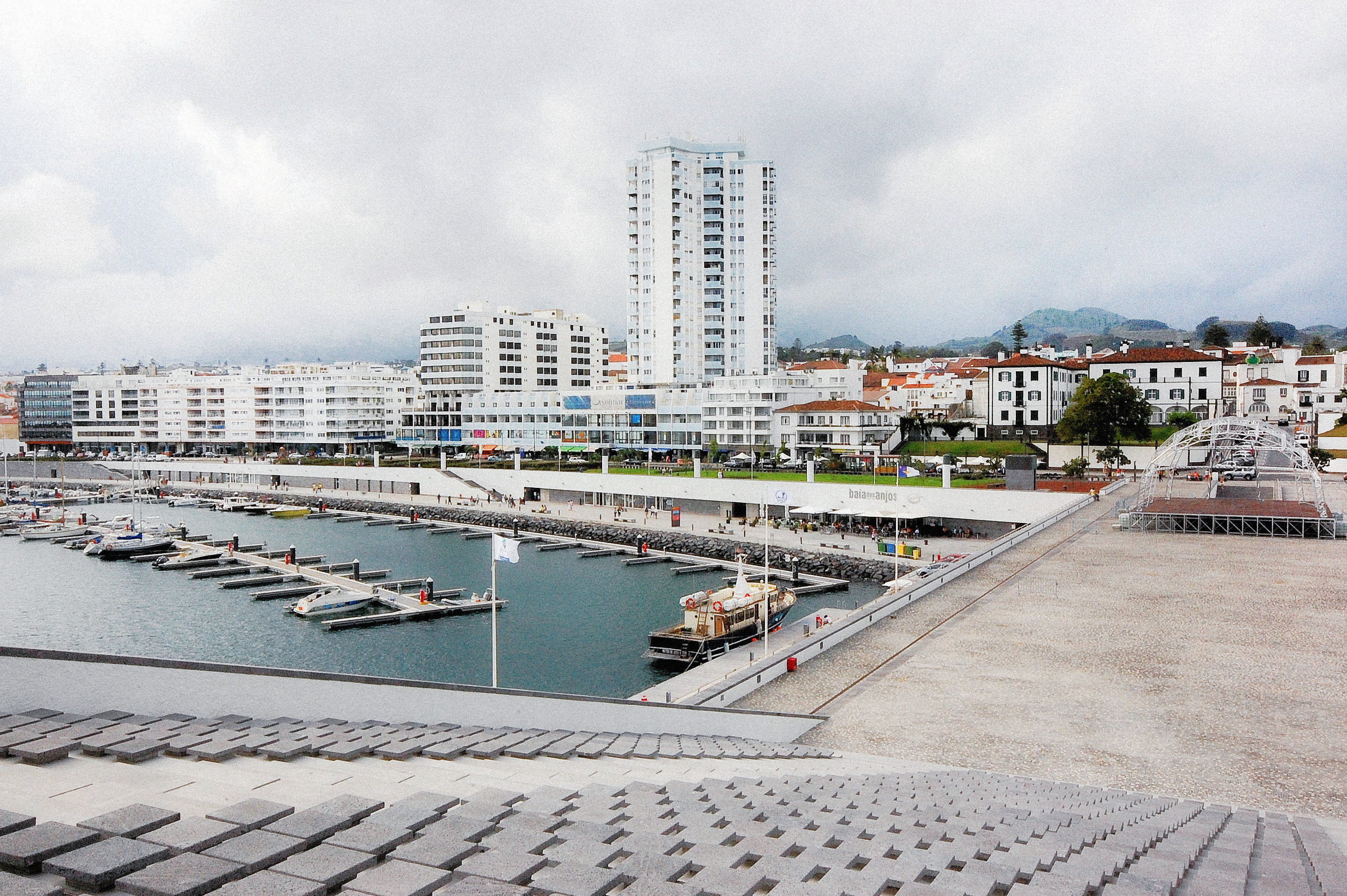
Ponta Delgada

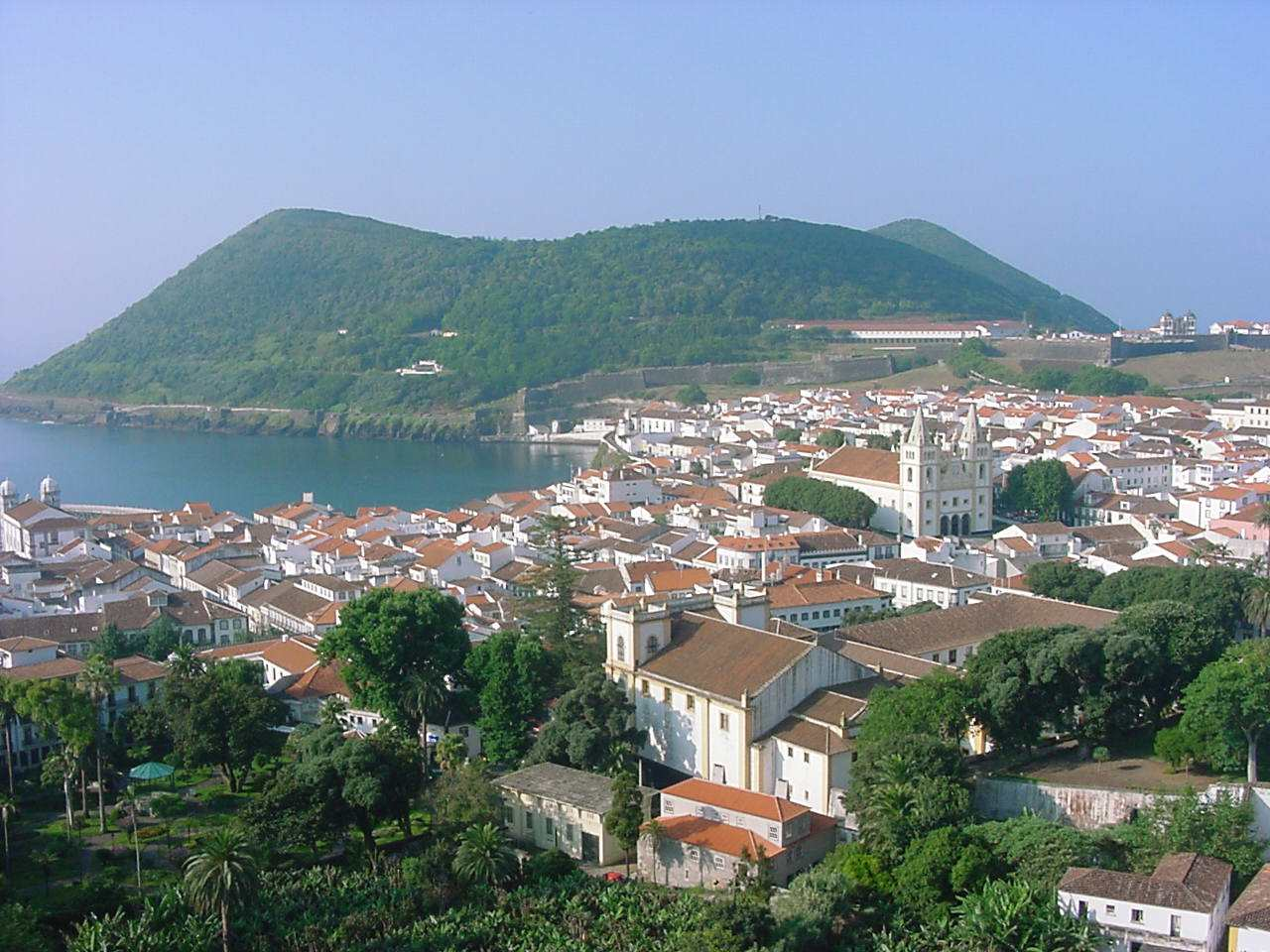
Angra do Heroísmo

Bár az akkor lakatlan szigetek felfedezését hivatalosan 1427-hez, illetve Gonçalo Velho portugál hajóskapitány személyéhez kötik, nagy valószínűséggel már az ókori karthágóiak számára is ismertek voltak. Szerepeltek már "hivatalos felfedezése" előtti térképeken, például egy a Mediciek által 1351-ben készíttetett térkép már feltünteti a hét szigetből álló, a portugál partokhoz kapcsolható szigetcsoportot az óceánban, illetve egy XIV. század végi katalán térkép meg is nevezi Corvo, Flores és São Jorge szigetet. Portugália 1432-ben deklarálta fennhatóságát, és – elsősorban Algarve, Alentejo és Minho tartományokból – ekkor érkeztek az első telepesek a Santa Maria szigetre. Feltérképezését 1450-ben Diogo de Silves végezte. Kolumbusz 1492-es felfedező útjáról hazatérőben kikötött Santa Marián. Az 1580-tól 1640-ig tartó perszonálunió idején jogilag továbbra is a portugál koronához tartozott, de gyakorlatilag Spanyolországból kormányozták. II. Fülöp spanyol király 1583-ban portugál és spanyol hajókból álló flottát küldött, mellyel vérengzések árán kiűzte a francia kereskedőket. A szigetek fejlődését meghatározta stratégiailag fontos elhelyezkedése; ennek következményeként épült az évszázadok során az itt található 161 katonai objektum. Az Azori-szigetek virágkorát a XIX. században, a fejlett transzatlanti hajózás idején élte, a repülés térhódításával jelentősége csökkent. 1974 és 1975 között az Azori Felszabadítási Front megpróbálta kihasználni a Portugáliában a Salazari-rezsim megszűnését követő bizonytalanságot és függetleníteni a szigeteket az anyaországtól, kapcsolatba léptek továbbá Madeirán az ottani paramilitarista FLAMÁ-val is, de végül letettek erről a tervről. Az 1976-os portugál alkotmány az Azori-szigetek jogi státuszát – a Madeira-szigetekével megegyezően – autonóm körzetként határozza meg.

## Demográfia
A 2019-es népszámlálás alapján az Azori-szigetek lakossága 242 796 fő volt.  
A szigetcsoport lakatlan volt, amikor a 15. század elején a portugál hajósok megérkeztek. A betelepülés 1439-ben kezdődött a Portugália szárazföldi területéről érkező lakosokkal, továbbá spanyolokkal, szefárd zsidókkal, mórokkal, olaszokkal, flamandokkal és afrikaiakkal (Guineából, Zöld-foki-szigetekről és São Tomé és Principe-ből). 

### Fő települések

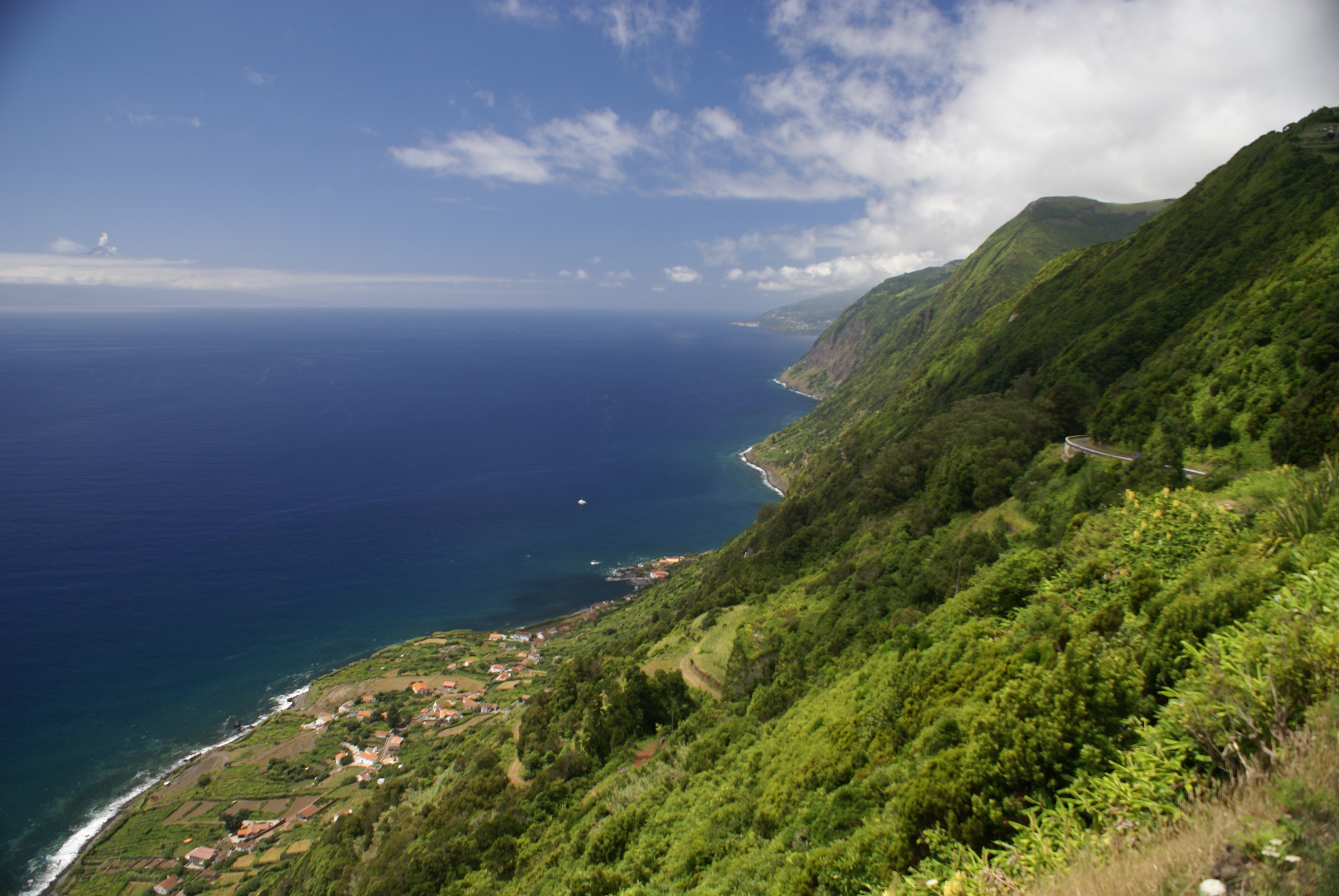
São Jorge szigetének partja Calheta mellett

- Ponta Delgada
- Angra do Heroísmo
- Ribeira Grande

## Közigazgatás és népesség
A szigetek 19 körzetre (municípios) oszlanak:
| Sziget      | Térkép      | Koordináták                                                   | Terület (km²) | Népesség (2006) | Székhely               | Körzetek száma | Körzetek                                                                       |
| ----------- | ----------- | ------------------------------------------------------------- | ------------- | --------------- | ---------------------- | -------------- | ------------------------------------------------------------------------------ |
| São Miguel  | São Miguel  | é. sz. 37° 46′ 50″, ny. h. 25° 29′ 45″37.780556°N 25.495833°W | 759           | 152 154         | Ponta Delgada          | 6              | Lagoa, Nordeste, Ponta Delgada, Povoação, Ribeira Grande, Vila Franca do Campo |
| Terceira    | Terceira    | é. sz. 38° 43′ 18″, ny. h. 27° 13′ 13″38.721667°N 27.220278°W | 403           | 54 996          | Angra do Heroísmo      | 2              | Angra do Heroísmo, Praia da Vitória                                            |
| Faial       | Faial       | é. sz. 38° 35′ 32″, ny. h. 28° 41′ 45″38.592222°N 28.695833°W | 173           | 14 934          | Horta                  | 1              | Horta                                                                          |
| Pico        | Pico        | é. sz. 38° 27′ 36″, ny. h. 28° 19′ 22″38.460000°N 28.322778°W | 446           | 14 579          | Madalena               | 3              | Lajes do Pico, Madalena, São Roque do Pico                                     |
| São Jorge   | São Jorge   | é. sz. 38° 38′ 31″, ny. h. 28° 01′ 54″38.641944°N 28.031667°W | 246           | 9 522           | Velas                  | 2              | Calheta, Velas                                                                 |
| Santa Maria | Santa Maria | é. sz. 36° 58′ 50″, ny. h. 25° 06′ 19″36.980556°N 25.105278°W | 97            | 5 490           | Vila do Porto          | 1              | Vila do Porto                                                                  |
| Graciosa    | Graciosa    | é. sz. 39° 03′ 09″, ny. h. 28° 00′ 25″39.052500°N 28.006944°W | 62            | 4 708           | Santa Cruz da Graciosa | 1              | Santa Cruz da Graciosa                                                         |
| Flores      | Flores      | é. sz. 39° 26′ 52″, ny. h. 31° 11′ 40″39.447778°N 31.194444°W | 143           | 3 949           | Santa Cruz das Flores  | 2              | Lajes das Flores, Santa Cruz das Flores                                        |
| Corvo       | Corvo       | é. sz. 39° 42′ 09″, ny. h. 31° 06′ 28″39.702500°N 31.107778°W | 17            | 435             | Vila do Corvo          | 1              | Corvo                                                                          |
| Összesen    |             |                                                               | 2346          | 260 767         |                        | 19             |                                                                                |

## Galéria

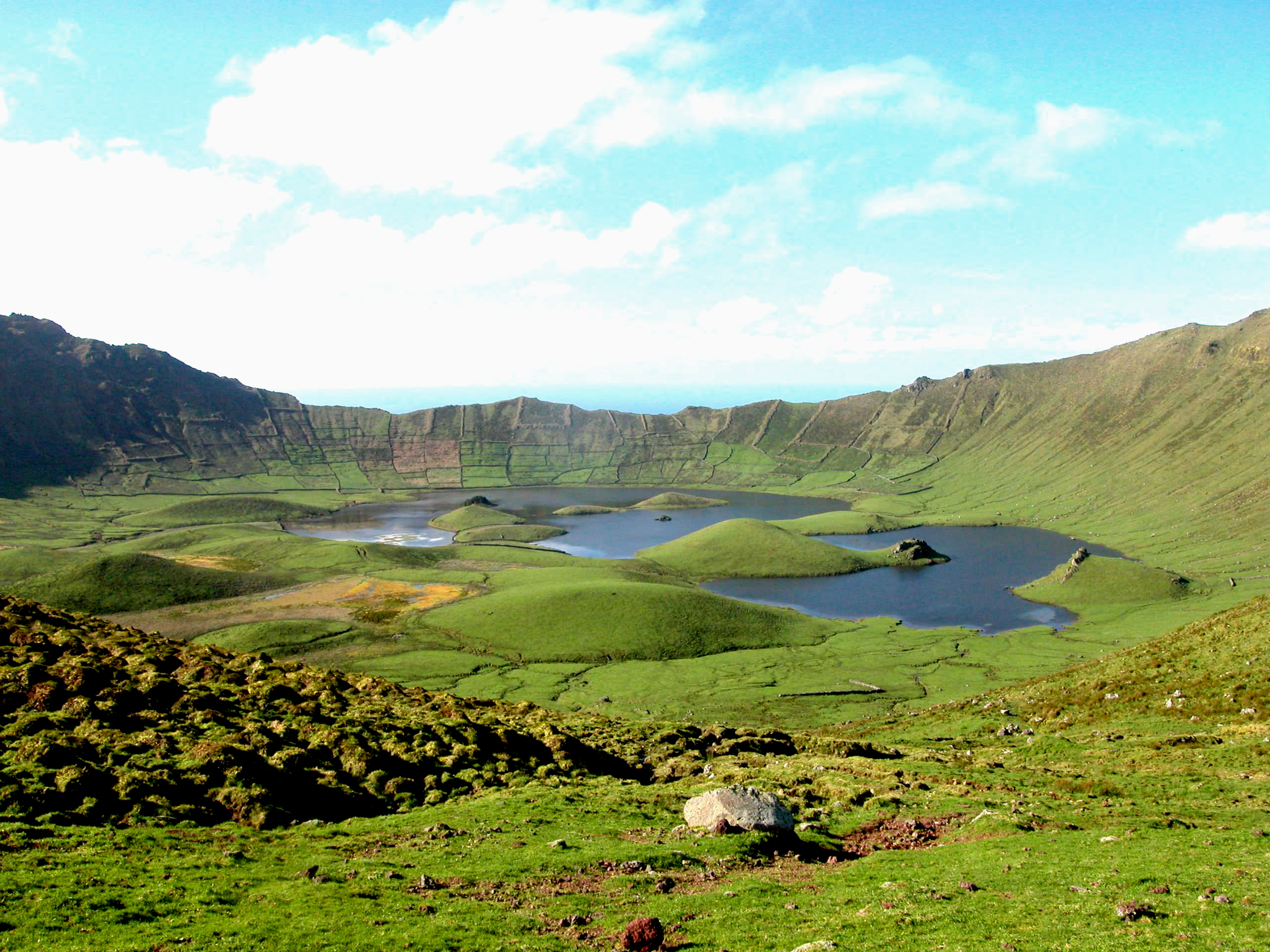
Caldeirão-tó, ilha do Corvo
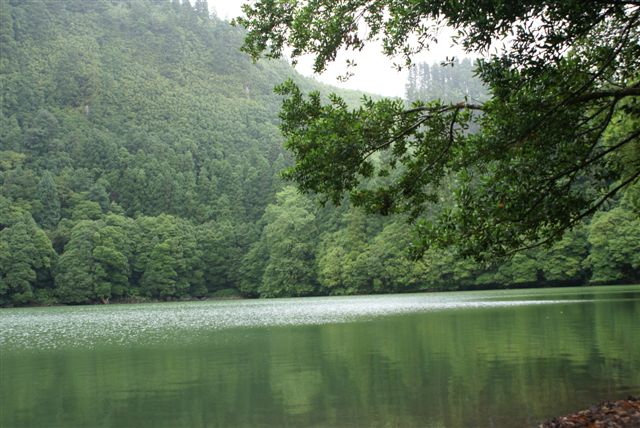
Lagoa do Congro, Ilha de São Miguel.
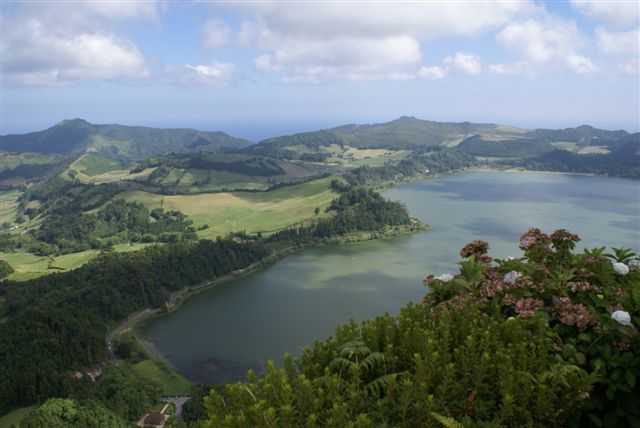
Miradouro do Pico do Ferro, ilha de São Miguel.
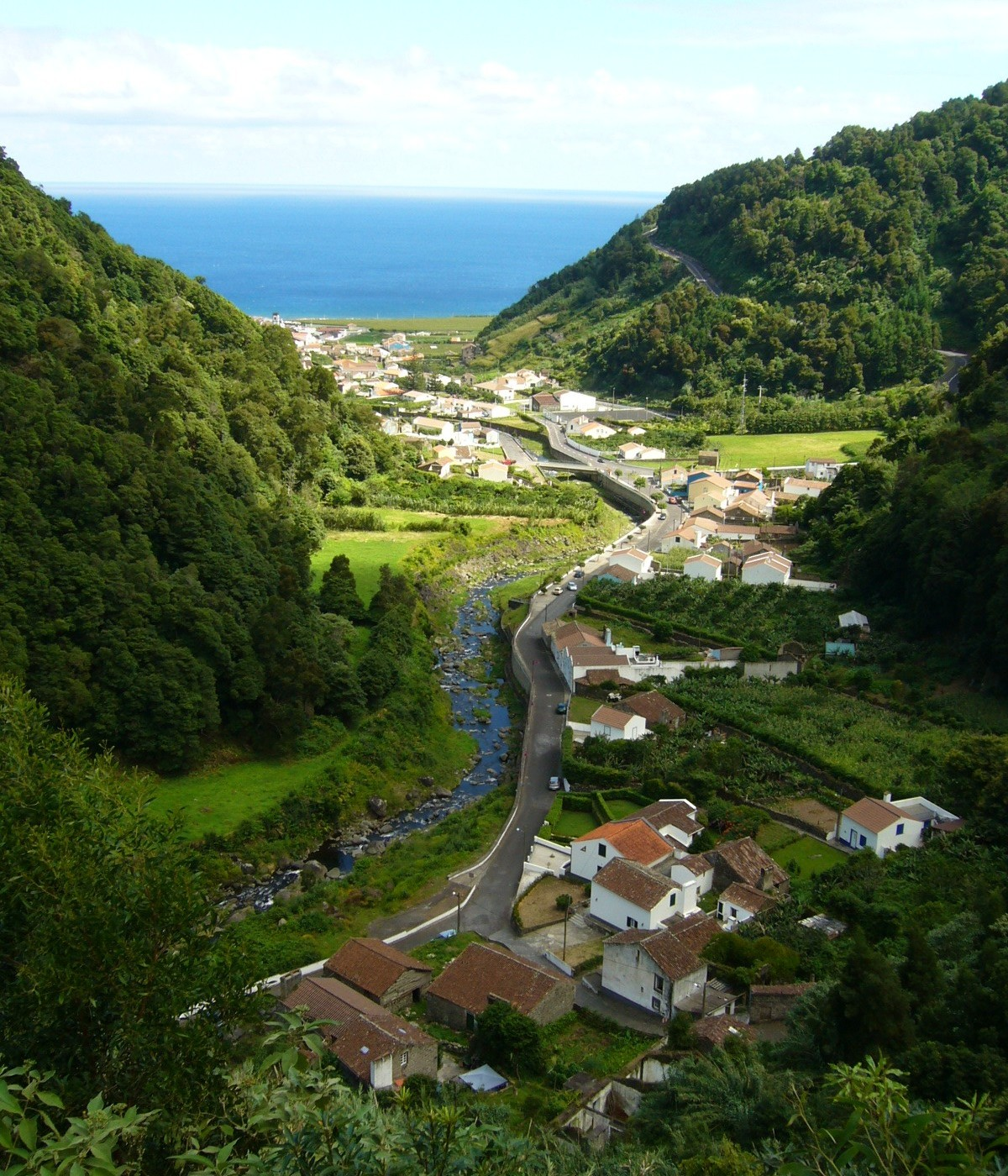
Faial da Terra faluja, ilha de São Miguel
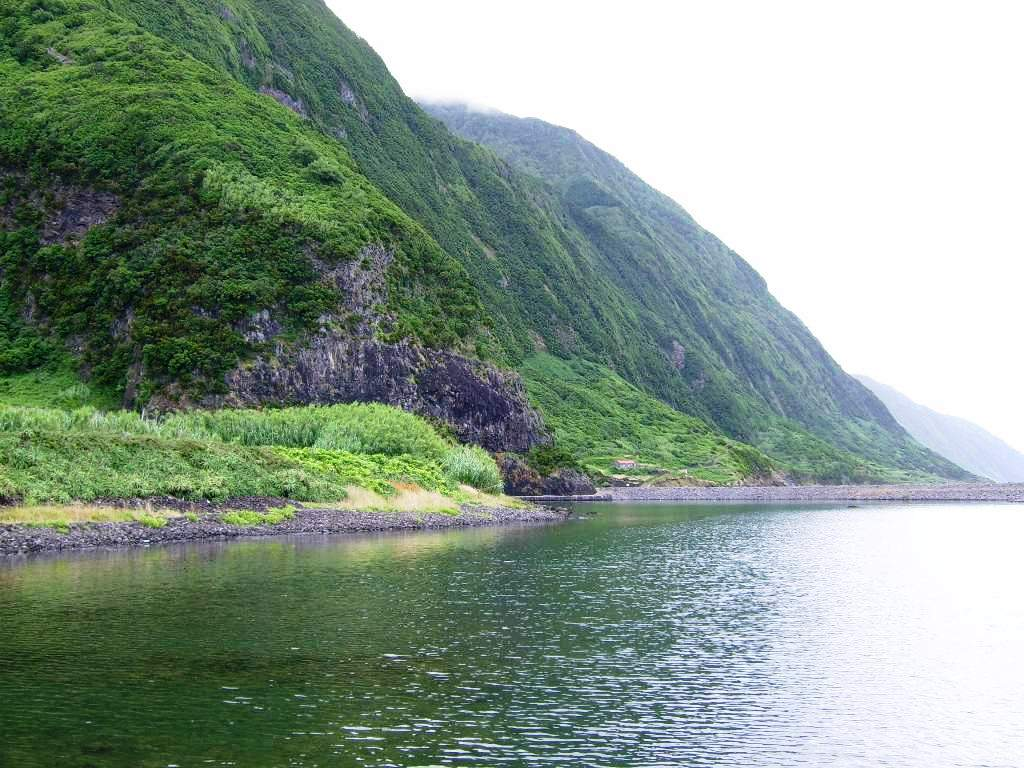
Lagoa da Fajã de Santo Cristo, ilha de São Jorge.
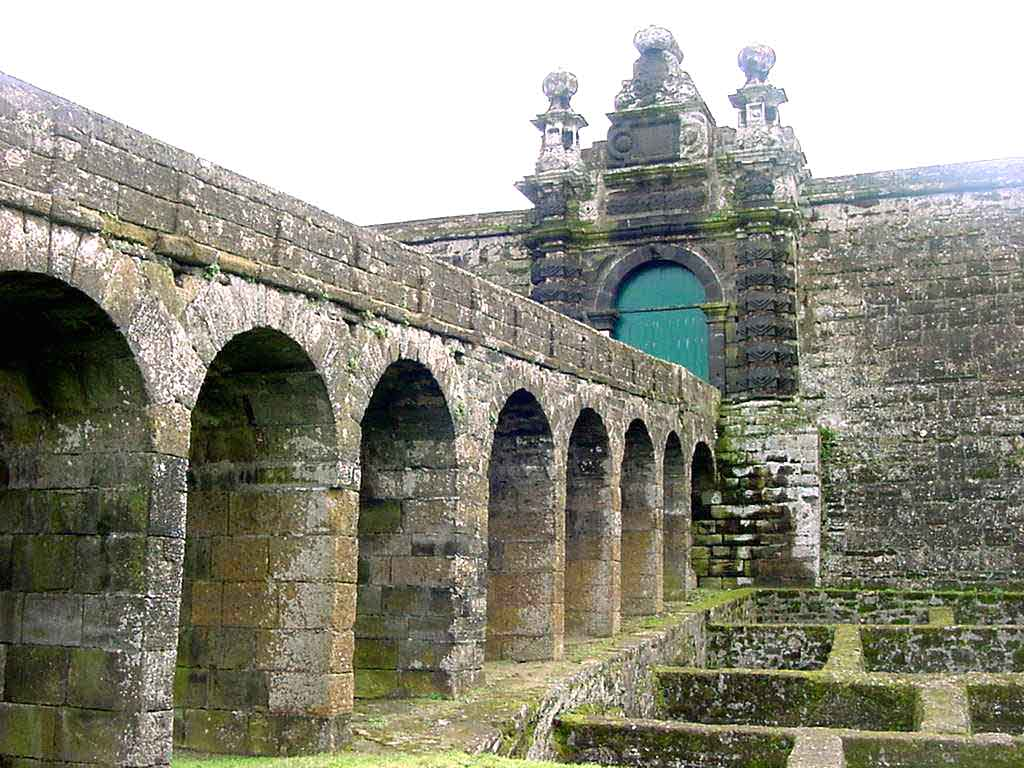
Fortaleza de São João Baptista, Monte Brasil, ilha Terceira.